# ブリストル (DD-453)
|           | |
| 艦歴      | |
| 発注:     | |
| 起工:     | 1940年12月20日                                                                                          |
| 進水:     | 1941年7月25日                                                                                           |
| 就役:     | 1941年10月22日                                                                                          |
| 退役:     | |
| その後:   | 1943年10月13日に戦没                                                                                    |
| 除籍:     | |
| 性能諸元  | |
| 排水量:   | 基準 1,630トン 満載 2,395トン                                                                           |
| 全長:     | 水線長 341 ft (103.9 m) 全長 348 ft 3 in (106 m)                                                        |
| 全幅:     | 36 ft (11 m)                                                                                            |
| 吃水:     | 基準 11 ft 9 in (3.6 m) 満載 17 ft 6 in (5.3 m)                                                         |
| 機関:     | バブコック & ウィルコックス缶4基 ゼネラル・エレクトリック ギアード・タービン 2軸推進 50,000 shp (37 MW) |
| 最大速:   | 37.5ノット (69 km/h)                                                                                    |
| 航続距離: | 6,000海里 (11,000 km) 15ノット(28km/h)時                                                                |
| 乗員:     | 208名（戦時276名）                                                                                      |
| 兵装:     | 38口径5インチ砲4門 1.1インチ4連装対空砲1基 12.7mm機銃6基 21インチ魚雷発射管10門                         |

ブリストル (USS Bristol, DD-453) は、アメリカ海軍の駆逐艦。グリーブス級駆逐艦の1隻。艦名はマーク・ランバート・ブリストル海軍少将に因む。

## 艦歴
ブリストルはニュージャージー州カーニーのフェデラル・シップビルディング・アンド・ドライドック社で1940年12月20日に起工する。1941年7月25日にパウエル・クレイトン夫人によって命名、進水し、1941年10月22日に艦長C・C・ウッド少佐の指揮下就役した。
就役後ブリストルは北大西洋での偵察および船団護衛任務に従事し、アイルランドへの7回の往復を行った。1942年10月24日、北アフリカへ向けての初の航海を行い、フランス領モロッコのフェドハラへの上陸作戦であるトーチ作戦に参加した。11月後半に帰国し、バージニア州ノーフォーク沖で活動、1943年1月14日に再び地中海へ向けて出航した。4月にパナマ運河地帯を訪問した以外は、10月13日まで地中海で活動した。
地中海での任務中、ハスキー作戦、サレルノ上陸に参加した。1943年9月11日にブリストルは沈没したローワン (USS Rowan, DD-405) の生存者70名を救助した。
アルジェリアのオランに向かう船団護衛中の1943年10月13日、04:30にブリストルは左舷前部機関室に U-371 からの雷撃を受ける。ブリストルは魚雷の爆発により船体が分断した。火災は生じなかったものの、動力および電力、通信が全て失われ、艦は放棄された。爆発の8分後に船体後部が沈み、その4分後に前部が沈んだ。ブリストルの乗員52名が死亡し、生存者はトリップ (USS Trippe, DD-403) およびウェインライト (USS Wainwright, DD-419) によって救助された。
ブリストルは第二次世界大戦の戦功で3個の従軍星章を受章した。